# From (ТВ серија)
From је америчка телевизијска серија коју је створио Џон Грифин за MGM+. Премијера је емитована 20. фебруара 2022. Главне улоге тумаче Харолд Перино, Каталина Сандино Морено, Ејон Бејли, Дејвид Алпе, Елизабет Сондерс, Шон Мајумдер, Скот Макорд и Рики Хе.
Добила је позитивне рецензије критичара, који су посебно похвалили причу, режију и глумачку поставу. У новембру 2024. наручена је четврта сезона.

## Радња
Серија је смештена у град из кошмара у Сједињеним Америчким Државама који хвата у замку оне који кроче у њега. Невољни становници настоје да остану живи док их муче застрашујућа ноћна створења из околне шуме док траже тајне скривене у граду у нади да ће пронаћи излаз.
Серија се врти око Бојда Стивенса (Перино), самозваног шерифа и дефакто градоначелника, као и породице Метјуз, новопридошлих у град који убрзо откривају да су заробљени заједно са осталим постојећим становницима и да морају да раде заједно како би остали живи и нашли начин да побегну.

## Улоге
| Глумац                  | Улога           | Сезона          | Сезона          | Сезона          |
| Глумац                  | Улога           | 1.              | 2.              | 3.              |
| ----------------------- | --------------- | --------------- | --------------- | --------------- |
| Харолд Перино           | Бојд Стивенс    | Главна          | Главна          | Главна          |
| Каталина Сандино Морено | Табита Метјуз   | Главна          | Главна          | Главна          |
| Ејон Бејли              | Џим Метјуз      | Главна          | Главна          | Главна          |
| Дејвид Алпе             | Хаде Ерера      | Главна          | Главна          | Главна          |
| Елизабет Сондерс        | Дона Рајнес     | Главна          | Главна          | Главна          |
| Шон Мајумдер            | Рудра Катри     | Главна          | Гост            | Гост            |
| Скот Макорд             | Виктор Кавана   | Главна          | Главна          | Главна          |
| Рики Хе                 | Кени Љу         | Главна          | Главна          | Главна          |
| Клои ван Ландшут        | Кристи Милер    | Главна          | Главна          | Главна          |
| Пегах Гафури            | Фатима Хасан    | Главна          | Главна          | Главна          |
| Кортеон Мур             | Елис Стивенс    | Главна          | Главна          | Главна          |
| Хана Черами             | Џули Метјуз     | Главна          | Главна          | Главна          |
| Сајмон Вебстер          | Итан Метјуз     | Главна          | Главна          | Главна          |
| Ејвери Конрад           | Сара Мајерс     | Главна          | Главна          | Главна          |
| Пол Зино                | Нејтан Мајерс   | Главна          | Не појављује се | Не појављује се |
| Елизабет Мој            | Тијен-Чен Љу    | Главна          | Главна          | Главна          |
| Дебора Гровер           | Тили            | Не појављује се | Главна          | Главна          |
| Анџела Мур              | Бакта           | Не појављује се | Главна          | Главна          |
| Кејлен Ом               | Маријел Синклер | Не појављује се | Главна          | Главна          |
| Еј-Џеј Симонс           | Рандал Киркланд | Не појављује се | Главна          | Главна          |
| Нејтан Д. Симонс        | Елџин Вилијамс  | Не појављује се | Главна          | Главна          |
| Роберт Џој              | Хенри Кавана    | Не појављује се | Не појављује се | Главна          |
| Саманта Браун           | Дани Акоста     | Не појављује се | Не појављује се | Главна          |

## Епизоде
| Сезона | Сезона | Епизоде | Епизоде | Оригинално емитовање | Оригинално емитовање | Оригинално емитовање |
| Сезона | Сезона | Епизоде | Епизоде | Премијера            | Финале               | Мрежа                |
| ------ | ------ | ------- | ------- | -------------------- | -------------------- | -------------------- |
|        | 1.     | 10      | 10      | 20. фебруар 2022.    | 10. април 2022.      |                      |
|        | 2.     | 10      | 10      | 23. април 2023.      | 25. јун 2023.        |                      |
|        | 3.     | 10      | 10      | 22. септембар 2024.  | 24. новембар 2024.   |                      |